# NGC 416
NGC 416 è un ammasso globulare situato nella costellazione del Tucano.
Fu scoperto il 5 settembre 1826 da James Dunlop. Dista circa 200 000 anni luce dal Sistema solare e fa parte della Piccola Nube di Magellano.